# Hans Dorfner
Hans Dorfner (Nittendorf, 3 juli 1965) is een Duits voormalig voetballer en voetbalcoach die speelde als middenvelder.

## Carrière
Dorfner speelde van 1983 tot 1991 voor Bayern München met een tussen pauze van 1984 tot 1986 voor 1. FC Nürnberg. Hij veroverde in die tijd drie landstitels in 1987, 1989 en 1990. En won nog de tweede klasse met 1. FC Nürnberg in 1985, nadien van 1991 tot 1994 speelde hij ook nog bij de club.
Hij speelde zeven interlands voor West-Duitsland waarin hij een keer kon scoren. Hij nam met de nationale ploeg deel aan het EK voetbal 1988.
Dorfner werd nadien nog even coach bij Regensburg.

## Erelijst
- Bayern München
  - Landskampioen: 1987, 1989, 1990
  - 2. Bundesliga: 1985

1 Immel ·
2 Buchwald ·
3 Brehme ·
4 Kohler ·
5 Herget ·
6 Borowka ·
7 Littbarski ·
8 Matthäus  ·
9 Völler ·
10 Thon ·
11 Mill ·
12 Illgner ·
13 Wuttke ·
14 Berthold ·
15 Pflügler ·
16 Eckstein ·
17 Dorfner ·
18 Klinsmann ·
19 Sauer ·
20 Rolff ·
Coach: Beckenbauer